# Не-читальник (збірка)
«Не-читальник» — збірка оповідань Леся Мартовича.

## Історія видання
Видруковано у Львові накладом Українсько-руської видавничої спілки в 1900 році. Друга, за ліком, та перша повноцінна збірка покутського автора складалася з 9 оповідань на 97 сторінках. Для Українсько-руської видавничої спілки то була Серія І. №23.

## Зміст
- Не-читальник;
- Булка;
- На торзї;
- Мужицька смерть;
- Нічний гість;
- Перша сварка;
- Ян;
- За топливо;
- За межу.